# Pegomya nigracaerulea
Pegomya nigracaerulea este o specie de muște din genul Pegomya, familia Anthomyiidae, descrisă de John Otterbein Snyder în anul 1952. Conform Catalogue of Life specia Pegomya nigracaerulea nu are subspecii cunoscute.